# Isnard Desjardins
Pour les articles homonymes, voir Desjardins.
Joseph Isnard Louis Desjardins, né le 14 janvier 1814 à Paris et mort le 11 novembre 1894 à L'Haÿ-les-Roses, est un graveur français, inventeur d'un procédé d'impression en couleur en 1845.

## Biographie
Louis-Joseph-Isnard Desjardins est relativement méconnu : pourtant le « procédé Desjardins » fut populaire dans le domaine de l'imprimerie durant la seconde moitié du XIXe siècle, à une époque où les images en couleurs et de qualité, n'étaient pas courantes.
Durant sa jeunesse, il entre aux beaux-arts de Paris et est l'élève du peintre Gros et du graveur Auguste Fauchery (1798-1843) ; il s'essaye à la peinture d'histoire, puis il se spécialise dans l'eau-forte originale et la gravure de reproduction.
En 1845, il met au point un procédé original de gravure chromotypographique pour lequel, en 1855, il reçoit deux médailles lors de l'exposition universelle à Paris. Les premières peintures à être reproduites sous cette forme le sont à partir de toiles de Guillemin (1847), Eugène Delacroix (1850), Auguste Delacroix, Alexandre-Gabriel Decamps ou Louis Le Poittevin. Les « fac-similé Desjardins » deviennent populaires, et sont assimilés à des « chromo », bien que la technique de gravure soit ici différente. Ils sont principalement signés « J. Desjardins ».
Plus tard, il essaie de presser des estampes coloriées contre des toiles de manière à serrer de plus près l'illusion d'identité, ainsi que d'imprimer des chromolithographies directement sur toile.
Industrialisé, le procédé Desjardins, également appelé « gravure Desjardins », est utilisé par exemple pour la conception des images en couleurs d'après Adèle Anaïs Toudouze (1822-1899) dans le périodique Le Magasin des demoiselles, à partir des années 1847-1848, ainsi que pour certains albums et livres destinés aux enfants.
Isnard Desjardins meurt le 11 novembre 1894 à L'Haÿ-les-Roses. Sa tombe se trouve au cimetière du Montparnasse et est ornée d'un portrait en bronze signé Alfred Borrel.

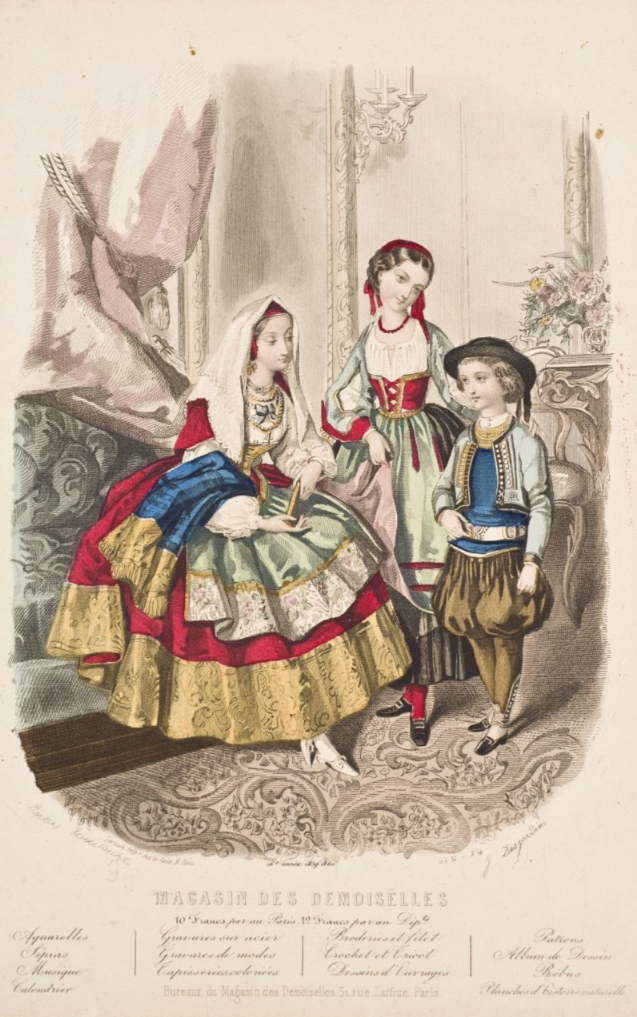
Exemple de chromotypographie[9] pour Le Magasin des demoiselles (1859).
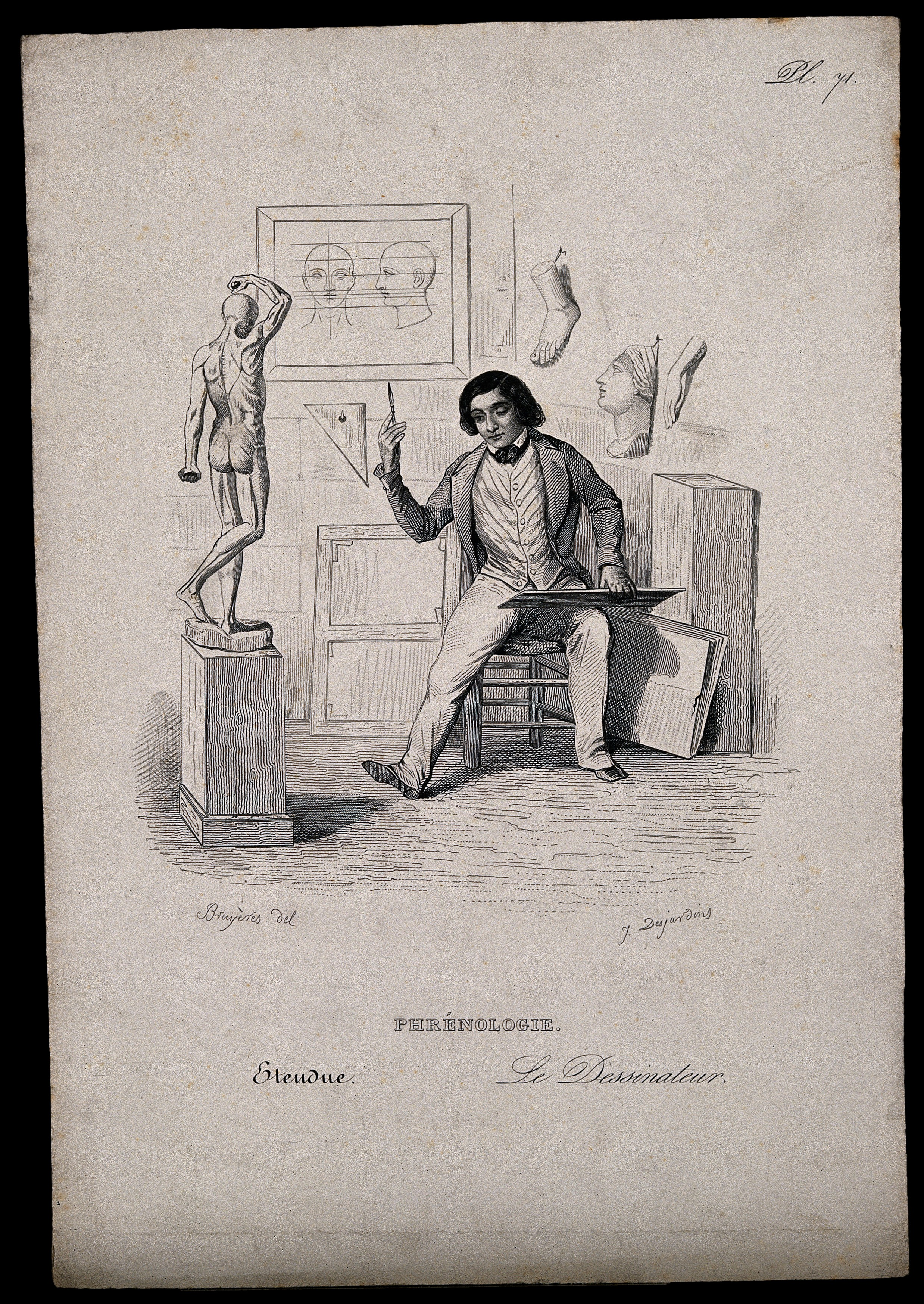
Phrénologie. Le Dessinateur (1847), gravure sur acier d'après Hippolyte Bruyères.
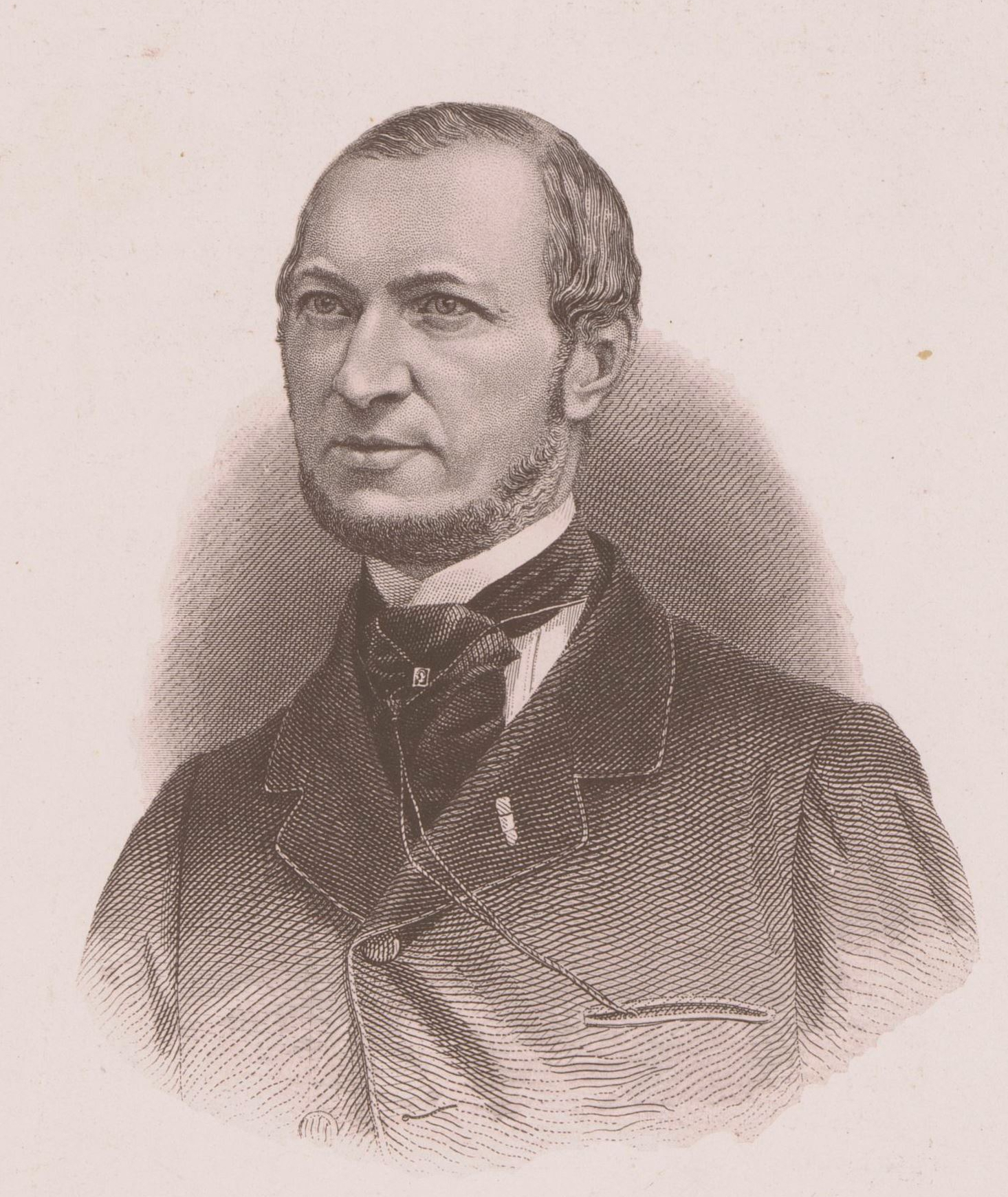
Edmond de Coussemaker (ca. 1878).